# 8-я танковая дивизия (СССР)
8-я танковая дивизия — автобронетанковое соединение Рабоче-крестьянской Красной армии ВС Союза ССР, до и во время Великой Отечественной войны.
Период боевых действий: с 22 июня 1941 года по 20 сентября 1941 года.

## История
8-я танковая дивизия была сформирована в районе  Карлув, Снятынь Киевского Особого военного округа (КОВО) 15 июля 1940 года. Соединение вошло в состав 4-го механизированного корпуса под командованием генерал-лейтенанта А. А. Власова. 20 июля 1940 года дивизия прибыла к месту постоянной дислокации — город Львов. По наличию боевой техники 8-я танковая дивизия была одной из самых укомплектованных и мощных в составе РККА. 16 октября 1940 года штаб 8-й танковой дивизии участвовал в учении 4-го механизированного корпуса: «Марш и встречный бой мехкорпуса». Его результаты были высоко оценены командующим КОВО генералом армии Георгием Жуковым. 
| Наименование        | Т-26 | КВ | Т-28 | БТ  | БА |
| Количество (единиц) | 16   | 4  | 44   | 219 | 72 |

## Состав
- управление
- 15-й танковый полк (в/ч 5768), командир — полковник Михаил Васильевич Широбоков, подполковник Слепцов.
- 16-й танковый полк (в/ч 5615), командир — полковник Георгий Иванович Ермолаев (до декабря 1940 года), майор Василий Сергеевич Агафонов.
- 8-й мотострелковый полк (в/ч 5930), командир — майор Константин Дмитриевич Спирин (с 20 июля 1940 года), подполковник Абрамов, майор Георгий Иванович Копылов (погиб 23 июля 1941 года).
- 8-й гаубичный артиллерийский полк (в/ч 5475), командир — майор Михаил Андреевич Булавинец.
- 8-й отдельный зенитно-артиллерийский дивизион (в/ч 5774).
- 8-й разведывательный батальон (в/ч 5490), командир — капитан Александр Васильевич Егоров (19.07.40 — 03.41).
- 8-й понтонно-мостовой батальон (в/ч 5363), командир — капитан Константин Максимович Баландин.
- 8-й ремонтно-восстановительный батальон (в/ч 5461), командир — майор Иван Данилович Попугин.
- 8-й отдельный батальон связи (в/ч 5542), командир — майор Самуил Зиновьевич Эпштейн.
- 8-й медсанбат (в/ч 5724).Командир 8-й танковой дивизии — полковник Фотченков Пётр Семёнович

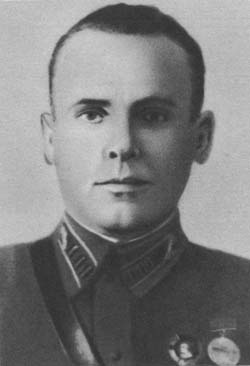
Командир 8-й танковой дивизии — полковник Фотченков Пётр Семёнович

- 8-й автотранспортный батальон (в/ч 5668), командир — капитан Антон Игнатьевич Кучер.
- 8-й ремонтно-восстановительный батальон (в/ч 5461).
- 8-я рота регулирования (в/ч 5665).
- 8-й полевой хлебозавод (в/ч 5012).
- 238-я полевая почтовая станция.
- 299-я полевая касса Госбанка[2].

## Командование
Командиры
- Фотченков Петр Семенович (с 19 июля 1940 года по август 1941 года), полковник.
- Пушкин Ефим Григорьевич (с августа 1941 года по 20 сентября 1941 года), полковник[3].

Начальники штаба
- Михаил Андреевич Семенюк подполковник (16 августа 1941 — сент. 1941)

начальник оперативного отделения
- Коротков, Виктор Васильевич (14.8.1940—11.11.1940) майор

## В составе
| Дата            | Фронт (округ)                 | Армия           | Корпус                       |
| --------------- | ----------------------------- | --------------- | ---------------------------- |
| 01.06.1941 года | Киевский Особый военный округ |                 | 4-й механизированный корпус  |
| 01.07.1941 года | Юго-Западный фронт            | 6-я армия       | 15-й механизированный корпус |
| 01.08.1941 года | Юго-Западный фронт            | 26-я армия      |                              |
| 01.09.1941 года | Южный фронт                   | Резервная армия |                              |

## Боевой путь

Дислокация 4-го мехкорпуса в первые дни войны.

20 июня 1941 года 8-я танковая дивизия была поднята по боевой тревоге приказом командующего 6-й армии И. Н. Музыченко. По плану прикрытия государственной границы соединение в составе 4-го механизированного корпуса должно было сосредоточиться в районе Дубровицы. Но уже 21 июня части корпуса, включая 8-ю танковую дивизию, выдвинулись значительно западнее указанных мест назначения.
22 июня в 15 часов, согласно боевому распоряжению штаба фронта № 001, командующий войсками 6-й армии отдает приказ командиру 4-го механизированного корпуса А. А. Власову, по которому часть состава корпуса, включая 8-ю танковую дивизию, должны приготовиться к нанесению удара в направлении Краковец—Радымно, с целью уничтожения подразделений противника прорвавшихся к Дуньковице. В 23 часа соединения корпуса приступили к выполнению поставленной задачи.
К концу 22 июня 8-я танковая дивизия продолжала сосредотачиваться в районе Домбровицы. Поздно вечером командующий фронтом получил директиву Главного военного совета об уничтожении прорвавшейся группировки противника и нанесении удара в направлении Люблин. Для выполнения поставленной задачи принимается решение об использовании, помимо стрелковых частей 5-й и 6-й армий, большинства механизированных корпусов находящихся в подчинении фронта.
| КВ-1 с Л-11 | КВ-2 | Т-34 с Л-11 | Т-28 | БТ-7 | T-26 | ХТ | Т-27 | БА-10 | БА-20 | ФАИ |
| 31          | 19   | 140         | 56*  | 31   | 20   | 16 | 60   | 57    | 34    | 5   |

*Включены 5 танков Т-28, которые вернулись из ЛВО в небоеспособном состоянии. Дивизией приняты не были, находились при 8-м ремонтно-восстановительном батальоне. Кроме того 12 танков находились в ремонте на РБ № 7 и 10 на ЛКЗ.
В ночь на 23 июня командующий фронтом решает нанести удар по прорвавшейся группировке противника частями 4-го и 15-го механизированных корпусов. В 2 часа 23 июня командующий армией в приказе № 001 ставит задачу 4-му механизированному корпусу задержать части вермахта в случае их прорыва к Мосты Вельке и, вместе с частями 15-го механизированного корпуса, быть готовым к уничтожению «пархачской» танковой группировки противника. Из-за плохой связи штаб 4-го механизированного корпуса получает данный приказ в 10 часов. В это время части соединения уже приступили к выполнению боевой задачи по атаке противника в районе Дуньковице, согласно боевому распоряжению штаба фронта № 001.
К 24 июня генерал армии Г. К. Жуков, в рамках действий по созданию мощной группировки танковых в районе Броды для разгрома вклинившихся соединений противника, усиливает частями 4-го механизированного корпуса 15-й механизированный корпус. По его распоряжению 8-я танковая дивизия переходит в подчинение генералу И. И. Карпезо, командиру 15-го механизированного корпуса. Утром 24 июня дивизия, после пополнения запасов горючего и боеприпасов, выдвигается по направлению Жулкев — Буск для дальнейших действий на Радзеховском направлении. Командующий 6-й армией генерал-лейтенант И. Н. Музыченко, несмотря на решение Жукова, приказывает 8-й танковой дивизии атаковать Магеров. В ходе действий соединения была уничтожена батарея противника. Потери 8-й танковой дивизии составили 19 боевых машин.
26 июня части 8-й танковой дивизии, согласно приказу генерала Г. К. Жукова о её переподчинении 15-му механизированному корпусу, сосредоточились в районе Буск.
28 июня части 15-го механизированного корпуса перешли в наступление на Берестечко. 8-я танковая дивизия вступила в бои с соединениями противника в районе Охладува. Частям вермахта при массированной поддержке артиллерии удалось отбросить наступающую дивизию, понесшую серьёзные потери, в юго-восточном направлении.
29 июня соединения 15-го механизированного корпуса вышли во фронтовой резерв. Части 8-й танковой дивизии расположились в Залесье, Княже, Лацке.В следующие семь дней соединение в боевых действиях участия не принимало.
6 июля 8-я танковая дивизия вернулась в состав 4-го механизированного корпуса, части которого сосредоточились в районе Старо-Константиново. Соединение имело в своем составе: 32 танка, 2 неполных батальона мотопехоты под командованием полковника Абрамова и до двух дивизионов артполка под командованием майора Булавинца. К концу дня 8-я танковая дивизия заняла оборону в районе южной окраины Футоры—Старо-Константиново. Перед соединением была поставлена задача: не допустить развития успеха наступления частей противника, которое могло отрезать отступающие части 6-й и 12-й армий. Оборону на этом участке также занимали части 97-й стрелковой дивизии и 32-й танковой дивизии под командованием полковника Е. Г. Пушкина.
7 июля разведгруппа 8-й танковой дивизии под командование старшего лейтенанта Шульженко в селе Поповцы обнаружила передовой отряд 16-й танковой дивизии вермахта. После короткого боестолкновения противник, потеряв 15 автоматчиков, отошел. 16-я танковая дивизия под командованием генерала Ганса-Валентина Хубе наступала двумя колоннами: одна по шоссе на Старо-Константиново, другая — на правый фланг 8-й танковой дивизии. Командир дивизии Фотченков сосредоточил большую часть танков в засаде на опушке леса севернее Старо-Константиново, оставшиеся расположил на стыке 8-й танковой и 97-й стрелковой дивизий. Противник наступал, стараясь обойти позиции 8-й танковой дивизии с флангов. Танки и артиллерия последней встретили атакующие части 16-й танковой дивизии огнем из засад с близкого расстояния. Противник, потеряв несколько боевых машин и большое количество пехоты, был вынужден отступить. В течение дня части 16-й танковой дивизии вермахта трижды безуспешно атаковали позиции обороняющихся советских войск.
Вечером 7-го июля соединения противника, потеряв в боях под Старо-Константиново 16 танков, 10 противотанковых орудий и до 250 человек пехоты, прекратили наступление на этом направлении и ушли на север к Остропольскому укрепрайону. После боя 8-й танковой дивизии поставлена задача преградить движение противника в направлении Бердичев — Комсомольск — Казатин.
8 июля части противника, воспользовавшись неудачной атакой 4-го механизированного корпуса, оттеснили его соединения на позиции в районе Мясковка, Высокая Гребля. 
9 июля в 15:00 по приказу командующего 6-й армией части 4-го механизированного корпуса перешли в наступление на город Чуднов. 8-я танковая дивизия атаковала с юго-восточного и заданного направлений. К концу дня частям корпуса, при активной поддержке авиации, удалось выйти на рубеж Городище—Ольшанка.
10 июля противник с двух направлений организовал наступление на Янушполь. Частям 8-й танковой дивизии удалось отбить первую атаку. Противник изменил направление удара и перенес его левее на позиции 32-й танковой дивизии. Группе танков и батальону мотопехоты 8-й танковой дивизии был отдан приказ совместно с частями 32-й танковой дивизии контратаковать наступающего противника. Другая группа танков под командованием капитана Арестовича перерезала дорогу Чуднов—Бердичев, по которой снабжалась бердичевская группировка противника, в частности 11-я танковая дивизия вермахта. В ходе выполнения задания группа капитана Арестовича уничтожила до 60 автомашин противника с боеприпасами и продовольствием.
Однако, закрепить локальный успех на данном участке фронта не удалось. 16-я танковая дивизия вермахта прорвала позиции советских войск в районе Остропольского укрепрайона, и нанесла удар по соединениям 49-го стрелкового корпуса, которые, в свою очередь, не выдержали атаки противника и перешли к отступлению с занимаемых рубежей. Отход частей 49-го стрелкового корпуса вынудил 4-й механизированный корпус также оставить свои позиции и занять оборону фронтом на запад. 8-я танковая дивизия получила приказ отойти на рубеж южнее Янушполя — село Бураки, получив задачу не допустить прорыва частей противника к дорогам, ведущим на Бердичев, Казатин, Хмельник.
11 июля 6-я армия начала подготовку к наступлению для ликвидации прорывов на участках Остропольского укрепрайона. В рамках этой операции 4-й механизированный корпус должен был атаковать противника в направлении Волочица, Дубище. Однако, после обнаружения крупных танковых соединений вермахта, корпус получил задачу по защите рубежа Янушполь — Петриковцы. 8-я танковая дивизия заняла позиции на окраине Янушполя. В течение трех дней дивизия в составе одного батальона мотопехоты, дивизиона артиллерии и 25 танков вела бои с превосходящими силами противника. Частями соединения были уничтожены до двух батальонов пехоты, 15 танков и 3 миномётные батареи.
13 июля 8-я танковая дивизия заняла оборону на позициях в районе Андриановка—Большая Клитенка. По приказу командования 4-го механизированного корпуса из остатков 8-й и 32-й танковой дивизий был сформирован сводный отряд, в составе 5 танков и батальона пехоты, под командованием полковника П. С. Фотченкова, который в течение двух следующих дней продолжал вести бои на указанном участке, а затем отошел в район Туча. Основная же часть дивизии под командованием старшего батальонного комиссара Попоринова убыла на формирование в город Прилуки. Всего в 8-й танковой дивизии к 13 — 15 июля оставалось 19 танков и 600 бойцов.

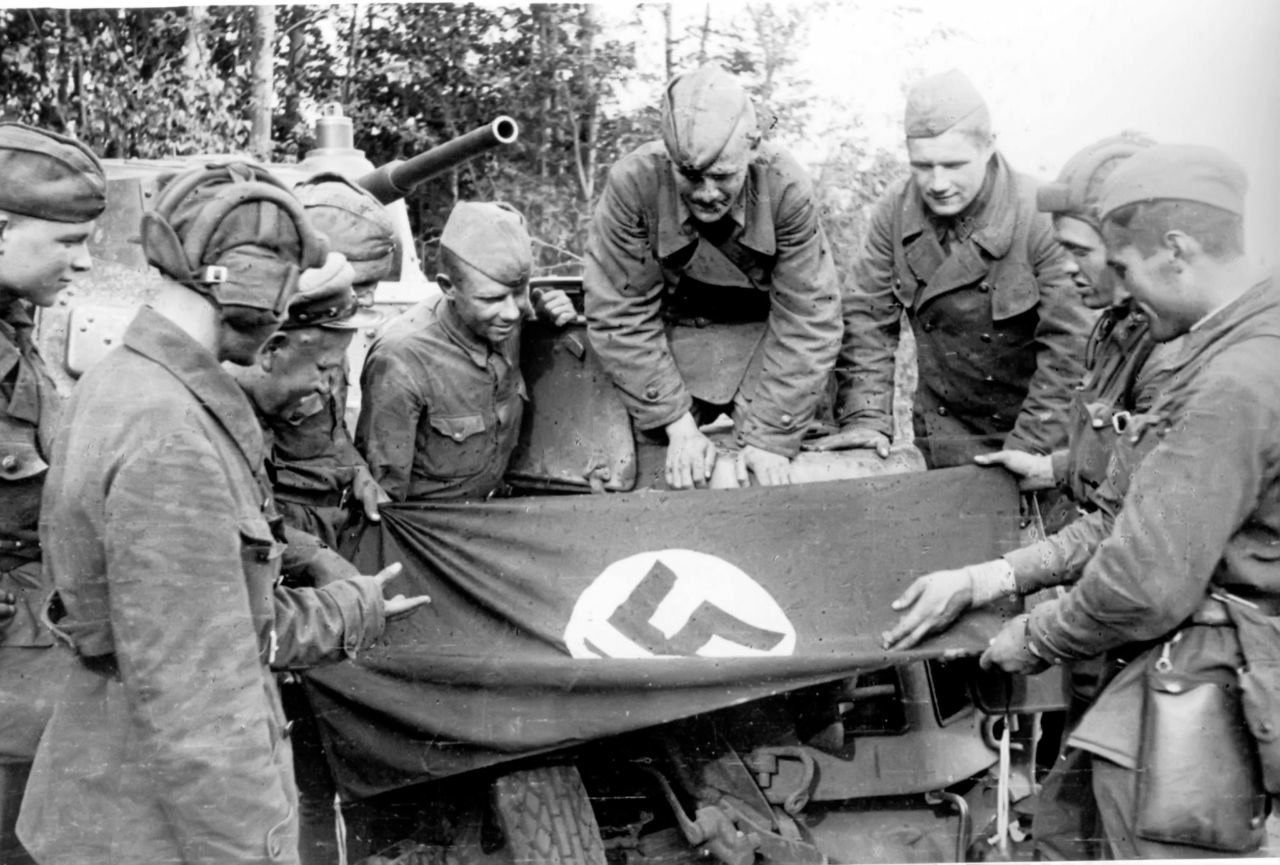
Командир пулемётного взвода 8-го мотострелкового полка 8-й танковой дивизии младший лейтенант Владимир Леонтьевич Жиляев (30.06.1914-06.09.1941) (второй справа) рассказывает бойцам и командирам, как он со своей группой разведчиков захватил у вражеских танкистов их флаг.

16 июля сводный отряд полковника Фотченкова перешел в резерв 6-й армии, в распоряжение командира 10-й танковой дивизии генерал-майора С. Я. Огурцова.
8-я танковая дивизия была переформирована, пополнена техникой из 32-й танковой дивизии и переброшена в район Днепропетровска, где в августе 1941 года приняла участие в обороне города.
На 1 августа 1941 года в дивизии осталось два КВ, три Т-34, 31 единица Т-28, 11 единиц БТ-7, 10 единиц Т-26.
На 16 августа 8-я танковая дивизия насчитывала — 121 танк (6 единиц КВ, три Т-34, 112 единиц БТ и Т-26).
В сентябре 1941 года на базе 8-й танковой дивизии была сформирована 130-я танковая бригада. 